# 兵庫県道57号尼崎港線
兵庫県道57号尼崎港線（ひょうごけんどう57ごう あまがさきこうせん）は、兵庫県尼崎市尼崎港から尼崎市昭和通を結ぶ県道（主要地方道）である。

## 概要
国道43号五合橋交差点以南は、工業地帯を走る道路であり、阪神高速湾岸線へ連絡する役割をもっている。

### 路線データ
- 起点：尼崎市東海岸町（阪神高速5号湾岸線 尼崎東海岸出入口）
- 終点：尼崎市昭和通（玉江橋交差点、国道2号・兵庫県道13号尼崎池田線交点）
- 総延長：約2.955 km

## 歴史
- 1993年（平成5年）5月11日 - 建設省から、県道尼崎港線が尼崎港線として主要地方道に指定される[1]。

## 路線状況

### 別名
- 五合橋線（尼崎港 - 国道43号五合橋交差点）
- 玉江橋線（国道43号西本町交差点 - 国道2号玉江橋交差点）

### 重複区間
- 国道43号（尼崎市西本町・五合橋交差点 - 尼崎市西本町・西本町交差点）

## 地理

### 通過する自治体
- 尼崎市

### 交差する道路
- 阪神高速5号湾岸線 尼崎東海岸出入口（尼崎市東海岸町、起点）
- 国道43号（尼崎市西本町・五合橋交差点）
- 国道43号（尼崎市西本町・西本町交差点）
- 国道2号・兵庫県道13号尼崎池田線（尼崎市昭和通・玉江橋交差点、終点）

### 沿線にある施設など
- 尼崎商工会議所会館
- 阪神尼崎駅
- 尼崎市立中央図書館
- アマゴッタ（複合商業施設）
- 住友金属工業特殊管事業所
- 東高洲橋 - 可動橋である